# Руули
Руули (Luduuli, Ruli, Ruluuli, Ruluuli-Runyala, Rurulim, Ruuli) — один из языков банту, на котором говорят около 21 000 ньяра (баньяра) и 140 000 рули (барули) в округах Каюнга, Луверо, Масинди, Накасонгола (западнее территории озера Кьога) в Центральной Уганде.
У руули есть диалекты руньяла, накасонгола (восточный), который под влиянием языка ганда, кирьяндонго (западный), находящийся под влиянием ньоро и ньяла, на который влияет язык сога. В 2010 году для руули было разработано письмо на латинской основе: A a, Aa aa, B b, Bb bb, C c, D d, E e, Ee ee, F f, G g, I i, Ii ii, J j, K k, L l, M m, N n, Ny ny, Ŋ ŋ, O o, Oo oo, P p, R r, S s, T t, U u, Uu uu, V v, W w, Y y, Z z.